# Ідіт Зегаві
Ідіт Зегаві (івр. עדית זהבי, Idit Zehavi, нар. 1969) — ізраїльська астрофізикиня, членкиня команди Слоанівського цифрового огляду неба, особлива відома дослідженнями великомасштабної структури Всесвіту.

## Біографія
Ідіт Зегаві народилася в Ізраїлі в 1969 році і закінчила освіту в Єрусалимі, здобувши ступінь доктора філософії в Інституті фізики Рака Єврейського університету в Єрусалимі в 1998 році.
Невдовзі після цього Зегаві переїхала до Сполучених Штатів, щоб досліджувати скупчення галактик у Чиказькому університеті та взяти участь у дослідженнях у Національній прискорювальній лабораторії Фермі. У 2004 році вона пішла з лабораторії Фермі в Університет Аризони та продовжила роботу над дослідженням Слоанівського цифрового огляду неба.
У 2006 році вона приєдналася до Західного резервного університету в Клівленді, штат Огайо, на посаді асоційованого професора на кафедрі астрономії. У 2009 році Зехаві отримала грант від Національного наукового фонду США на продовження її роботи зі Слоанівського цифрового огляду неба, щоб розширити свою роботу над скупченнями галактик.
Відповідно до щорічного списку Thomson Reuters, Зегаві є одним із найбільш цитованих учених у світі.